# 주간고속도로 제94호선
주간고속도로 제94호선(영어: Interstate 94, I-94)은 미국 북서부 몬태나주 빌링스(Billings)부터 북부 미시간주 포트휴런(Port Huron)을 잇는 총 연장 2551.13km으로 끝자리에 '0'이나 '5'가 붙는 주요고속도로를 제외한 나머지 주간고속도로 중에서 현재까지 가장 그 길이가 기나 미래에 미시간주부터 텍사스주까지 연결하는 69호선이 완공되면 기록이 바뀔 예정이다. 94호선은 미국의 동서축 고속도로 중에서 90호선보다 유일하게 더 위에 있기도 하다.